# Adam Kesher
Adam Kesher est un groupe de rock français. Le nom du groupe fait référence au personnage interprété par Justin Theroux dans le film Mulholland Drive de David Lynch.

## Biographie
Le premier EP du groupe, intitulé Modern Times, sort en 2007 sur le label Disque Primeur, et place d'entrée Adam Kesher sur l'échiquier du « rock hybride ». S’ensuivront un second EP An Allegory of Chastity, une sélection FAIR, un tour de France des festivals (La Route du Rock, Les Eurockéennes de Belfort, Paléo Festival, Art Rock…), une tournée en Allemagne et aux États-Unis (dont le festival SXSW à Austin) ainsi que 3 ou 4 passages en Angleterre.
Adam Kesher sort en 2008 son premier album Heading for the Hills, Feeling Warm Inside. Ce premier essai récolte des critiques encourageantes[réf. souhaitée]. Comme l’EP An Allegory of Chastity, l’album a été réalisé par Pierrick Devin, faux débutant ayant officié au sein des groupes Cassius et Fortune, mais aussi remixeur et ingénieur du son de Phoenix aux côtés de Philippe Zdar. La composition du groupe change en 2008 avec le départ de David Argellies et Jérôme Alban. Le groupe intègre alors Pierrick comme membre officiel. En 2009, Adam Kesher sort un troisième EP Continent, réalisé par Blackjoy et laisse entrevoir une première amorce de l'album à venir.
La rencontre avec Dave One (Chromeo) va permettre au groupe de passer encore une nouvelle étape avec la sortie de leur second album Challenging Nature. Première production de Dave One, l’album bénéficie aussi des contributions de Philippe Zdar (Phoenix, The Rapture), A-Trak (DJ de Kanye West et copropriétaire du label Fool's Gold) et toujours Pierrick Devin au mixage des 10 titres de l'album. Challenging Nature est sorti le 30 août 2010.

## Membres

### Membres actuels
- Julien Perez — chant, claviers
- Gaëtan Didelot — guitare
- Pierrick Devin — basse, claviers
- Matthieu Beck — claviers, chant
- Yann Stofer — batterie

### Anciens membres
- David Argellies — basse
- Jérôme Alban — guitare

## Discographie

### Albums studio
- 2008 : Heading for the Hills, Feeling Warm Inside (Disque Primeur)
- 2010 : Challenging Nature (Disque Primeur) (30 août 2010)

### Singles et EP
- 2007 : Modern Times (EP numérique et CD - éditions française et japonaise)
- 2007 : Modern Times Remix (EP numérique)
- 2007 : An Allegory of Chastity (EP numérique et CD)
- 2007 : Happy Vandals (EP numérique et 12’ - Grande-Bretagne seulement)
- 2008 : Ladies, Loathing and Laughter (Single digital & 7’)
- 2009 : Continent  (EP numérique et 10’)
- 2010 : Hour of the Wolf (single numérique)